# Санчо I (король Мальорки)
Санчо I Тихий (исп. Sancho I el Pacific; 1274 — 4 сентября 1324) — король Мальорки, граф Руссильона, граф Сердани с 1311 года. Сын короля Хайме II и Эскларамунды де Фуа.

## Биография
После смерти Хайме II Санчо унаследовал Мальоркское королевство из-за того, что его старший брат Хайме отказался от престола и стал монахом-францисканцем. Санчо продолжал политику своего отца по стабилизации положения в королевстве и укреплению его внутреннего единства. Он вёл борьбу против жителей Пальмы, выступавших за автономию города. Санчо известен тем, что активно вымогал деньги у евреев на строительство флота.
В 1324 году, незадолго до смерти, он начал строительство собора в Перпиньяне, в котором и был позже похоронен.

## Семья
Санчо женился на Марии Неаполитанской — дочери Карла II Неаполитанского и Марии Арпад, но их брак был бездетным, в результате этого ему унаследовал племянник Хайме.